# تربابو
تربابو (به فرانسوی: Trébabu) یک کمون در فرانسه است که در Canton of Saint-Renan واقع شده‌است.

## خصوصیات
تربابو ۴٫۳۶ کیلومترمربع مساحت و ۳۷۱ نفر جمعیت دارد.